# Jean Morlet
Jean Morlet (Parigi, 1º agosto 1931 – Nizza, 27 aprile 2007) è stato un geofisico francese, noto pioniere nel campo dell'analisi delle wavelet in collaborazione con Alex Grossmann.
Studente della École polytechnique (laureato nel 1952), Morlet nel 1975 ha inventato la parola "wavelet" per descrivere le equazioni analoghe a quelle esistenti da circa il 1930.
Jean Morlet è un ingegnere di ricerca presso Elf Aquitaine, quando inventa le ondine (o wavelet) per risolvere i problemi di elaborazione dei segnali per la ricerca degl'idrocarburi.
Ha conseguito nel 2001 il primo premio Chéreau Lavet - Premio dell'Académie de technologie.
La cattedra Jean-Morlet al Centre International de Rencontres Mathématiques, di Aix-en-Provence è così chiamata in suo onore.